# Municipio de Acajete (Puebla)
El municipio de Acajete es uno de los 217 municipios que conforman al estado mexicano de Puebla. Se encuentra ubicado al centro del estado, y su cabecera es la población del mismo nombre.

## Geografía
El municipio de Acajete se encuentra localizado en la zona central del estado de Puebla, al oriente de la Zona metropolitana de Puebla-Tlaxcala. Tiene una extensión territorial de 177.419 kilómetros cuadrados que representan el 0.52% de la superficie total del estado. Sus coordenadas geográfica extremas son 19° 00' - 19° 12' de latitud norte y 97° 50' - 98° 01' de longitud oeste; su altitud va de un máximo de 3 200 a un mínimo de 2 280 metros sobre el nivel del mar.
El territorio limita al oeste con el municipio de Tepatlaxco de Hidalgo, al suroeste con el municipio de Amozoc, al sur con el municipio de Cuautinchán, al sureste y este con el municipio de Tepeaca y al noreste con el municipio de Nopalucan. Al norte limita con el estado de Tlaxcala, correspondiendo estos límites al municipio de Ziltlaltépec de Trinidad Sánchez Santos y al municipio de Huamantla.

### Clima
| Parámetros climáticos promedio de Acajete, Puebla.          | Parámetros climáticos promedio de Acajete, Puebla. | Parámetros climáticos promedio de Acajete, Puebla. | Parámetros climáticos promedio de Acajete, Puebla. | Parámetros climáticos promedio de Acajete, Puebla. | Parámetros climáticos promedio de Acajete, Puebla. | Parámetros climáticos promedio de Acajete, Puebla. | Parámetros climáticos promedio de Acajete, Puebla. | Parámetros climáticos promedio de Acajete, Puebla. | Parámetros climáticos promedio de Acajete, Puebla. | Parámetros climáticos promedio de Acajete, Puebla. | Parámetros climáticos promedio de Acajete, Puebla. | Parámetros climáticos promedio de Acajete, Puebla. | Parámetros climáticos promedio de Acajete, Puebla. |
| Mes                                                         | Ene.                                               | Feb.                                               | Mar.                                               | Abr.                                               | May.                                               | Jun.                                               | Jul.                                               | Ago.                                               | Sep.                                               | Oct.                                               | Nov.                                               | Dic.                                               | Anual                                              |
| ----------------------------------------------------------- | -------------------------------------------------- | -------------------------------------------------- | -------------------------------------------------- | -------------------------------------------------- | -------------------------------------------------- | -------------------------------------------------- | -------------------------------------------------- | -------------------------------------------------- | -------------------------------------------------- | -------------------------------------------------- | -------------------------------------------------- | -------------------------------------------------- | -------------------------------------------------- |
| Temp. máx. abs. (°C)                                        | 24.0                                               | 25.6                                               | 32.5                                               | 31.0                                               | 29.5                                               | 26.8                                               | 26.2                                               | 33.7                                               | 26.0                                               | 26.4                                               | 25.4                                               | 24.1                                               | 33.7                                               |
| Temp. máx. media (°C)                                       | 22.3                                               | 23.4                                               | 26.4                                               | 27.0                                               | 26.2                                               | 24.5                                               | 24.1                                               | 24.6                                               | 23.7                                               | 24.2                                               | 23.9                                               | 23.0                                               | 24.4                                               |
| Temp. media (°C)                                            | 12.9                                               | 13.7                                               | 15.8                                               | 16.8                                               | 16.8                                               | 16.2                                               | 15.6                                               | 16.2                                               | 16.6                                               | 15.3                                               | 14.6                                               | 13.5                                               | 15.3                                               |
| Temp. mín. media (°C)                                       | 3.6                                                | 3.9                                                | 5.2                                                | 6.6                                                | 7.3                                                | 7.8                                                | 7.0                                                | 7.7                                                | 7.6                                                | 6.4                                                | 5.2                                                | 4.0                                                | 6.0                                                |
| Temp. mín. abs. (°C)                                        | 1.5                                                | 1.7                                                | 2.9                                                | 5.0                                                | 3.8                                                | 5.1                                                | 5.0                                                | 4.5                                                | 6.1                                                | 5.4                                                | 3.8                                                | 2.2                                                | 1.5                                                |
| Precipitación total (mm)                                    | 11.7                                               | 12.2                                               | 10.8                                               | 32.0                                               | 117.7                                              | 160.9                                              | 111.0                                              | 125.0                                              | 116.7                                              | 57.2                                               | 14.8                                               | 2.3                                                | 772.3                                              |
| Fuente: Centro Meteorológico Nacional 28 de octubre de 2011 |                                                    |                                                    |                                                    |                                                    |                                                    |                                                    |                                                    |                                                    |                                                    |                                                    |                                                    |                                                    |                                                    |

## Demografía
De acuerdo al Censo de Población y Vivienda realizado en 2010 por el Instituto Nacional de Estadística y Geografía; el municipio de Acajete posee una población de 60 353 habitantes, de los que _ son hombres y _ son mujeres.

### Localidades
El municipio tiene un total de 70 localidades. Las principales localidades y su población son las siguientes:
| Localidad                   | Población |
| Total Municipio             | 60 353    |
| Acajete                     | 20 923    |
| San Juan Tepulco            | 8 232     |
| La Magdalena Tetela Morelos | 6 421     |
| San Agustín Tlaxco          | 6 163     |
| San Jerónimo Ocotitlán      | 4 809     |
| Santa María Nenetzintla     | 4 667     |
| Apango de Zaragoza          | 2 280     |

## Política

### Representación legislativa
Para la elección de diputados locales al Congreso de Puebla y de diputados federales a la Cámara de Diputados federal, el municipio de Petlalcingo se encuentra integrado en los siguientes distritos electorales:
Local:
- Distrito electoral local de 12 de Puebla con cabecera en Amozoc de Mota.[5]

Federal:
- Distrito electoral federal 7 de Puebla con cabecera en Tepeaca.[6]

### Subdivisión administrativa
El municipio de divide para su régimen interior en nueve juntas auxiliares, que se integran por un presidente municipal auxiliar y cuatro miembros electos popularmente por los habitantes de la comunidad, por un período de tres años, designándose en plebiscito el último domingo del mes de enero del año que corresponda, para tomar posesión el segundo domingo del mismo año. Las nueve juntas Auxiliares son:
- Santa María Nenetzintla
- La Magdalena Tetela
- San Antonio Tlacamilco
- Santa Isabel Tepetzala
- San Jerónimo Ocotitlán
- San Agustín Tlaxco
- San Juan Tepulco
- Tlacamilco
- Apango de Zaragoza

### Presidentes municipales
| Presidentes Municipales de Acajete | Presidentes Municipales de Acajete | Presidentes Municipales de Acajete |
| Nombre                             | Período                            | Período                            |
| Nombre                             | Inicio                             | Término                            |
| ---------------------------------- | ---------------------------------- | ---------------------------------- |
| Juan Montero Romero                | 1939                               | 1940                               |
| Fernando García                    | 1941                               | 1943                               |
| Casto Salazar Ita                  | 1943                               | 1945                               |
| Victoriano Loranca                 | 1945                               | 1947                               |
| Serafín Sánchez                    | 1947                               | 1947                               |
| Victoriano Loranca                 | 1947                               | 1947                               |
| Serafín Sánchez                    | 1948                               | 1948                               |
| Trinidad Juárez López              | 1948                               | 1950                               |
| Heriberto Ramírez                  | 1950                               | 1951                               |
| Rafael Sánchez Loranca             | 1951                               | 1954                               |
| Arturo Cervantes Gutiérrez         | 1954                               | 1954                               |
| Juan Montero Romero                | 1954                               | 1957                               |
| Alejandro Contreras Sánchez        | 1957                               | 1960                               |
| Miguel Ángel Navarro Jaramillo     | 1960                               | 1961                               |
| Juana Morales de Vargas            | 1961                               | 1961                               |
| Ángel Rodríguez García             | 1961                               | 1961                               |
| Juan Ramírez Reyes                 | 1961                               | 1963                               |
| Rafael Rodríguez Gómez             | 1963                               | 1966                               |
| Lauro Loranca Loranca              | 1966                               | 1969                               |
| Agustín Sánchez Jiménez            | 1969                               | 1972                               |
| Román De Ita Flores                | 1972                               | 1974                               |
| José López Hernández               | 1974                               | 1975                               |
| Manuel Vargas Reyes                | 1975                               | 1976                               |
| Arturo Díaz Maldonado              | 1976                               | 1976                               |
| Nicolás Montero Juárez             | 1976                               | 1978                               |
| Josaphat Aguilar Olivares          | 1978                               | 1981                               |
| Martín González García             | 1981                               | 1983                               |
| Rafael Rodríguez Gómez             | 1983                               | 1984                               |
| Martín Barranco López              | 1984                               | 1986                               |
| Enrique Loranca Díaz               | 1987                               | 1988                               |
| Benjamín Jiménez Sosa              | 1988                               | 1990                               |
| Orlando León Barranco              | 1990                               | 1993                               |
| Victoria López León                | 1993                               | 1996                               |
| Juan Sergio Salazar Vargas         | 1996                               | 1999                               |
| Jorge Rosas Barranco               | 1999                               | 2000                               |
| Miguel Ángel Adauta Hoyos          | 2000                               | 2002                               |
| Fidel Flores Jiménez               | 2002                               | 2005                               |
| Roberto Alejandro Contreras Bretón | 2005                               | 2008                               |
| Carmelo Montero Barranco           | 2008                               | 2011                               |
| Rogelio Leon Barranco              | 2011                               | 2013                               |
| Antonio Aguilar Reyes              | 2014                               | 2018                               |
| Roberto Ramírez Cervantes          | 2018                               | 2021                               |
| David Meléndez López               | 2021                               | 2024                               |
| Cristian Flores Flores             | 2024                               | Actualmente                        |